# Granja

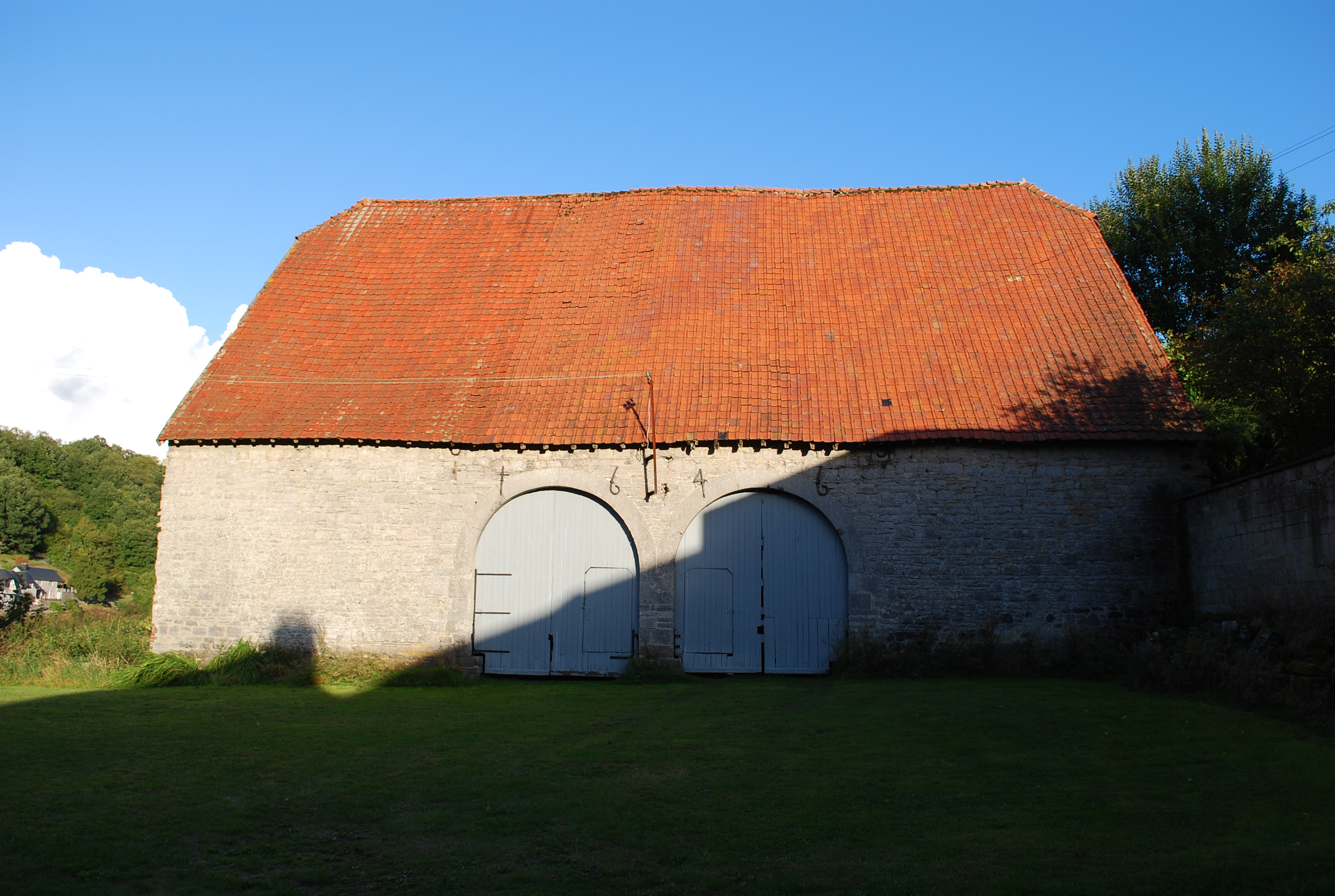
Granja construída em 1646 em Sosoye, na Bélgica, para abrigar o dízimo

Uma granja (do francês grange) é uma pequena propriedade rural em que é praticada agricultura em escala reduzida, ou então uma grande construção em que são alojados cereais e utensílios (neste segundo sentido, também é chamada de abegoaria).
No Brasil, refere-se especificamente à propriedade em que se pratica a criação de aves (sobretudo galinhas) para fins comerciais.